# Dactylopisthes
Genre
Synonymes
- Scytiella Georgescu, 1976

Dactylopisthes est un genre d'araignées aranéomorphes de la famille des Linyphiidae.

## Distribution
Les espèces de ce genre se rencontrent en Asie, en Europe et en Amérique du Nord.

## Liste des espèces
Selon World Spider Catalog (version 24.5, 18/01/2024) :
- Dactylopisthes digiticeps (Simon, 1882)
- Dactylopisthes diphyus (Heimer, 1987)
- Dactylopisthes dongnai Tanasevitch, 2018
- Dactylopisthes khatipara Tanasevitch, 2017
- Dactylopisthes locketi (Tanasevitch, 1983)
- Dactylopisthes marginalis Tanasevitch, 2018
- Dactylopisthes mirabilis (Tanasevitch, 1985)
- Dactylopisthes mirificus (Georgescu, 1976)
- Dactylopisthes ramit Tanasevitch, 2023
- Dactylopisthes separatus Zhao & Li, 2014
- Dactylopisthes video (Chamberlin & Ivie, 1947)

## Systématique et taxinomie
Ce genre a été décrit par Simon en 1884 dans les Theridiidae.
Scytiella a été placé en synonymie par Eskov en 1990.

## Publication originale
- Simon, 1884 : Les arachnides de France. Paris, vol. 5, p. 180-885 (texte intégral).